# Пашканат
Пашканат или пастрњак (лат. Pastinaca sativa) је ароматична биљка из породице штитара (Apiaceae) која се користи и за људску исхрану као поврће.

## Опис биљке
Двогодишња зељаста биљка са беличастим, вретенастим кореном из кога друге године израсте снажна, избраздана стабљика висине од 50-100 cm. Листови су непарно перасто сложени од 2-7 пари дугуљастих, седећих, назубљених листића. Цветови су ситни, златножути сакупљени у штитасте цвасти на крајевима стабљике и огранака. Плодови су зеленкастожути и спљоштени. Сви биљни делови имају специфичан зачински мирис и укус.

## Дејство и хемијски састав
Ароматичан укус и мирис потичу од етеричног уља кога има највише у плодовима. Поред етеричног уља пашканат садржи обиље минералних материја, витамина Ц, Б и Е, органских киселина, скроба и др. Поред употребе у исхрани као поврће и зачин, пашканат се користи и у народној медицини. У званичној медицини није призната његова лековитост мада се алкалоид пастинацин (налази се у свим деловима ове биљке) у неким земљама употребљава за лечење неурозе, грчева у желуцу и цревима, стенокардије и др.

## Употреба
Пашканат се користи за јачање срца и регулише његов неправилан рад. Регулише крвни притисак и ојачава зидове крвних судова. Такође, побољшава варење и отклања сметње при варењу, смирује желудачне грчеве и болове, побољшава рад црева. Делује и на бубреге побољшавајући њихов рад и излучивање мокраће и помаже код песка и камена у бубрегу. Има умирујуће дејство па тако помаже код неурозе, немира и несанице. Појачава знојење чиме смањује телесну температуру.
Када се редовно узима мешавина пашканата и празилука у облику густе супе, може да се смањи телесна тежина.